# Almlöfsgatan

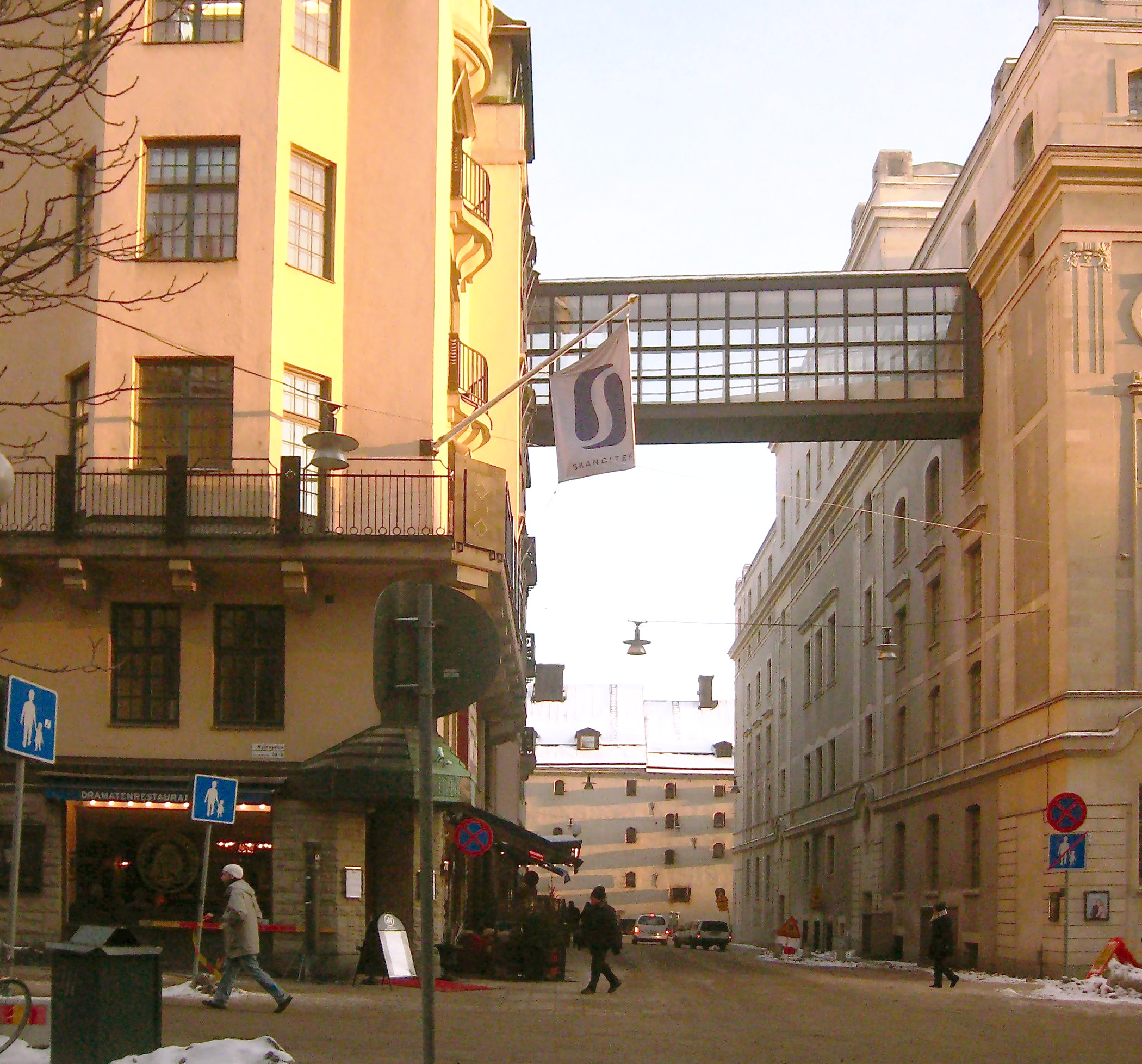
Almlöfsgatan vy österut med Kronobageriet i fonden.

Almlöfsgatan är en gata på Östermalm i Stockholms innerstad. Den sträcker sig från en korsning med Ingmar Bergmans plats, Ingmar Bergmans gata och Nybrogatan till Sibyllegatan.   

## Historik

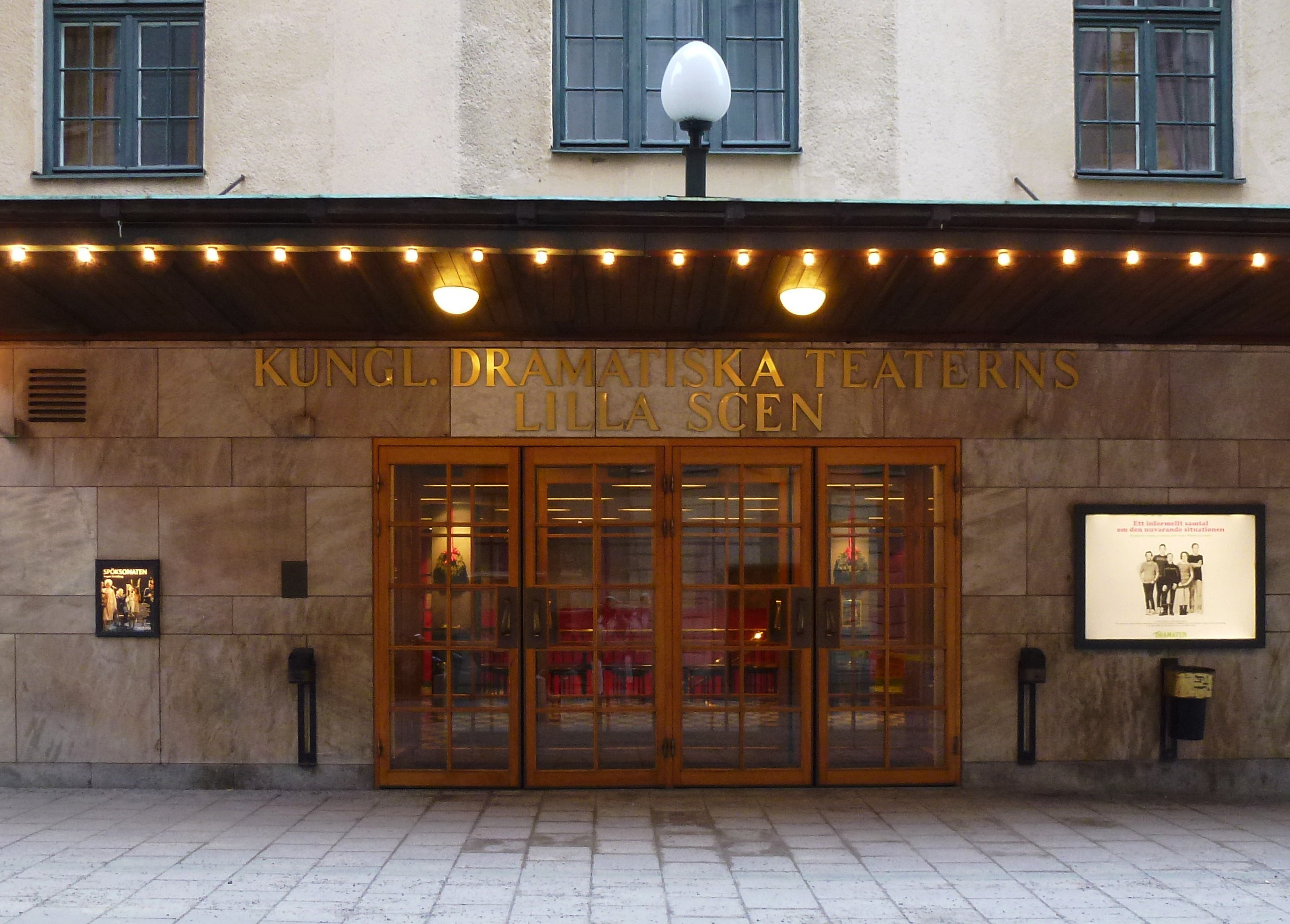
Dramatens Lilla scen, entré.

Almlöfsgatan är uppkallad efter skådespelarsläkten Almlöf, vars mest kända företrädare var Nils Almlöf, Knut Almlöf och dennes hustru Betty Almlöf (född Deland) som hade engagemang på Dramaten. Namngivningen tillkom 1913 efter samråd med teaterns skådespelare och personal. Hela den södra sidan av Almlöfsgatan upptas av Dramatens norrfasad. 
På kvarteret Sjömannen, i hörnet mot Nybrogatan, finns ett jugendhus, ritat av arkitekterna Hagström & Ekman, som innehåller Dramatens Lilla scen, som mellan 1914 och 1944 var biografen Sibyllan. Sibyllan byggdes 1944 om för teaterverksamhet och då tillkom även den gångbro över gatan som förbinder Lilla scenen med Dramatens huvudbyggnad.